# 笑福亭喬楽
笑福亭 喬楽（しょうふくてい きょうらく、1967年5月29日 - ）は、大阪市生野区出身の落語家。本名は川満 大。出囃子は「大ちゃん数え唄」。

## 来歴・人物
同志社香里高校、同志社大学経済学部を卒業。1991年8月1日に6代目笑福亭松喬に入門。所属事務所は松竹芸能。上方落語協会会員。